# Очеретянка (Пулинська селищна громада)
Очеретя́нка— село в Україні, у Житомирському районі Житомирської області. Входить до складу Пулинської селищної громади. Населення становить 828 осіб.
У селі є музей, Очеретянська ЗОШ 1-11 ст.ім. К. М. Новрузалієва.
У листопаді 2016 року свідки заявили про стадо вовків на околиці лісової галявини в с. Очеретянка, та це не єдине свідчення про вовків в Очеретянському лісі.

## Історія
Перша писемна згадка про Очеретянку датується 1648 роком, коли жителі брали участь у Визвольній війні українського народу проти Польщі. Тоді село належало до Київського полку, а за Андрусівським перемир'ям 1667 року Очеретянка відійшла до Польщі. І тільки після другого поділу Польщі в 1793 році Правобережна Україна, у її складі й Очеретянка, були возз'єднані з Лівобережною Україною в складі Росії. Село було віднесено до Житомирського повіту.
Очеретянка, як і решта навколишніх населених пунктів, належала поміщикам з роду Ілінських. Один з них, Йосип Ілінський, у 1844 році був сенатором, дійсним радником, нагороджений орденами Святого Олександра Невського та Святого Володимира I ступеня. Після смерті графа село перейшло у власність його сина Генріха Ілінського, у якого була дочка Ядвіга. З часом Ядвіга вийшла заміж за поміщика Стецького, якому граф, як посаг за дочку, віддав чимало сіл і серед них Очеретянку.
На початку 20-го століття в Очеретянці налічувалося 114 селянських дворів, число жителів дорівнювало 729 чоловік обох статей. Село входило до Курненської волості. Владу забезпечували 2 мирових посередники, 3 мирових судді та один судовий слідчий.
Колишній орган місцевого самоврядування — Очеретянська сільська рада.

## Жителі села
- Бобров Олексій Васильович (1922—1944)
- Новрузалієв Конагбек Мевланович (1918—1951)
- Ткачук Петро Леонтієвич — заслужений працівник с\г УРСР
- Чайківський Микола Олександрович — заслужений агроном УРСР
- Римська Раїса Омелянівна — заслужений вчитель УРСР
- Фесенко Леонід Віталійович — заслужений вчитель України
- Нестерчук Микола Трохимович — Заслужений працівник культури, секретар Всеукраїнського товариства «Просвіта».
- М. М. Лаврінчук, кавалер ордена Жовтневої революції.
- Давидюк Володимир Дмитрович (1946—2017) — вчитель історії, краєзнавства.
- Сидорчук Іван Степанович — житель села, співробітник Наркомату шляхів сполучення, ветеран війни з гітлерівським нацизмом 1940-х рр., розвідник, який пройшов від Сталінграда до Берліна, голова місцевого колгоспу імені Паризької Комуни у повоєнний час.